# Lee Jae-in
Lee Jae-in (Taebaek, Gangwon; 6 de febrero de 2004) es una actriz  surcoreana.

## Filmografía

### Series de televisión
- Nuestro Seúl por descubrir (2025)[4]
- Concrete Market (2022-)[5][6]
- Racket Boys (2021; SBS, Netflix)
- Under Cover (2021; JTBC) - Han Seung-mi.[7]
- Hospital Playlist (2020, tvN) - So-mi (Ep.10)
- Beautiful World (2019, JTBC) - Han Dong-hee.
- "Drama Stage Season 2: Push and Out of Prison" (2018, tvN) - Yuna
- "Sense 8 Season 2" (2017, Netflix)
- "Six Flying Dragons" (2015, SBS)
- "Sense 8 Season 1" (2015, Netflix) - Young Sun
- " Who Are You: School 2015" (2015, KBS2) - La Jin
- "Drama Special Season 5: The Last Puzzle" (2014, KBS2)
- " Modern Farmer " (2014, SBS)
- " Samsaengi" (2013, KBS2) - Jung Yoon Hee (joven)
- " Familia " (2012, KBS2)
- " Cuestionario 3 " (2012, OCN) - Ha Young Young
- " Ice Adonis " (2012, tvN) - Young Yoon Hee

### Películas
| Año   | Título                           | Papel              | Notas        | Ref.  |
| ----- | -------------------------------- | ------------------ | ------------ | ----- |
| 2013  | Happiness for Sale               |                    |              |       |
| 2014  | No Tears for the Dead            | Nieta de Daeban    |              |       |
| 2014  | Futureless Things                |                    |              |       |
| 2016  | Horror Story 3: Girl from Mars   | Dunko              |              |       |
| 2017  | I Can Speak                      | Jung-shim de joven |              |       |
| 2017  | Tombstone Refugee                | Da-bin             |              |       |
| 2017  | Survival Guide                   | Hermana mayor      |              |       |
| 2018  | At Her Own Pace                  | Woo-ju             |              |       |
| 2018  | Adulthood                        | Hwang Kyung-eon    |              |       |
| 2018  | Our Body                         | Yoon Hwa-young     |              |       |
| 2019  | Svaha                            | Geum-hwa / "It"    |              |       |
| 2019  | The Battle: Roar to Victory      | Choon-hee          |              |       |
| 2021  | Hard Hit                         | Lee Hye-in         |              |       |
| 2021  | Heaven: To the Land of Happiness |                    |              |       |
| Próx. | Hi.5                             | Wan-seo            | Protagonista | [ 8 ] |

### Presentadora
- 2020: 56th Baeksang Arts Awards - presentadora de categoría[9]

## Premios y nominaciones
| Año  | Premiación                  | Categoría              | Nominación              | Resultado |        |
| ---- | --------------------------- | ---------------------- | ----------------------- | --------- | ------ |
| 2018 | 55 Grand Bell Awards        | Premio mejor novato    | Libro para adultos      | Nom       |        |
| 2019 | 6º Wildflower Film Awards   | Premio mejor novato    | Libro para adultos      | Ganadora  |        |
| 2019 | 55.º Baeksang Arts Awards   | Mejor Actriz, película | Svaha: The Sixth Finger | Ganadora  | [ 10 ] |
| 2019 | 40th Blue Dragon Film Award | Mejor nueva actriz     | Svaha: The Sixth Finger | Nominada  | [ 11 ] |
| 2021 | 2021 SBS Drama Award        | Best Young Actress     | Racket Boys             | Ganadora  | [ 12 ] |